# Josef Haufellner
Josef Haufellner (* 1911; † 30. Juni 1970) war ein bayerischer Politiker (CSU). Er war Bezirkstagspräsident von Niederbayern.

## Leben
Haufellner war von 1948 bis 1956 Bürgermeister von Landau an der Isar, so auch während des Hochwassers von 1954. Als Bürgermeister ließ Haufellner 1951 auf Bitten des katholischen Bischofs Simon Konrad Landersdorfer im Kommunalparlament einen einstimmigen Beschluss herbeiführen, dass Die Sünderin nicht in der niederbayerischen Stadt gezeigt werden solle. Beruflich war Haufellner Leiter der OBAG-Hauptstelle Landshut. 1958 wurde er zudem zum Vizepräsidenten des Bezirkstags von Niederbayern gewählt. Von 1962 bis zu seinem überraschenden Tod 1970 war er als Nachfolger von Franz Graf von Spreti Bezirkstagspräsident. Wichtiges Ergebnis seiner Amtszeit war der Ausbau der Energieversorgung im östlichen Teil Niederbayerns. Er setzte sich auch für die Errichtung einer Universität in Passau ein.

## Ehrungen und Auszeichnungen
- Bayerischer Verdienstorden (1965)